# Leslie White
Leslie Alvin White (19 de enero de 1900, Salida, Colorado - 31 de marzo de 1975, Lone Pine, California) fue un antropólogo estadounidense conocido por su defensa de las teorías de evolución sociocultural y especialmente el neoevolucionismo, y por su papel en la creación del departamento de la antropología en la Universidad de Míchigan, Ann Arbor. Fue presidente de la Asociación Americana de Antropología (1964).

## Biografía

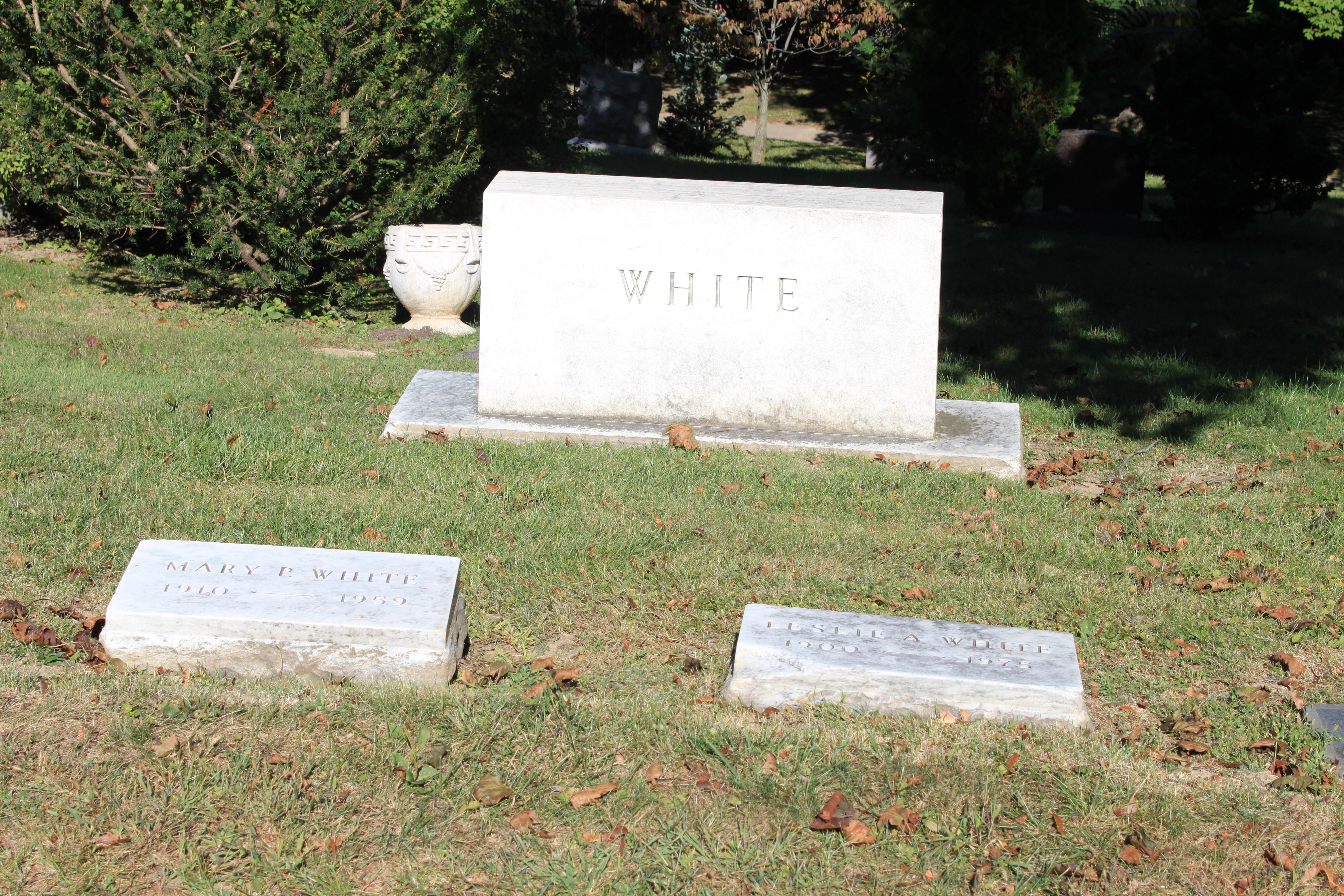
Tumba de White en el cementerio de Forest Hill

El padre de White fue un ingeniero civil sin residencia fija. White vivió primero en Kansas y después en Luisiana. Se ofreció como voluntario para luchar en la Primera Guerra Mundial, pero solo vio el final de la misma, pasando un año en la Marina de los EE. UU. antes de matricularse en la Universidad Estatal de Luisiana en 1919.
En 1921, se trasladó a la Universidad de Columbia, donde estudió psicología, obteniendo una licenciatura en 1923 y una maestría en 1924. Aunque White estudió en la misma universidad donde Franz Boas había dado clases, la comprensión de la antropología por parte White era decididamente anti-boasiana. Sin embargo, sus intereses, incluso en esta etapa de su carrera fueron diversos, y tomó clases en otras disciplinas e instituciones, incluyendo filosofía en la UCLA, y psiquiatría clínica, antes de descubrir la antropología a través de los cursos de Alexander Goldenweiser en la New School for Social Research . En 1925, White comenzó sus estudios de doctorado en sociología / antropología en la Universidad de Chicago y tuvo la oportunidad de pasar unas semanas con los indios Menominee y Winnebago en Wisconsin. Después de su propuesta de tesis inicial —una tesis de biblioteca, que anunciaba su posterior trabajo teórico— realizó trabajo de campo en el Pueblo de Acoma, Nuevo México. Con el doctorado en la mano, comenzó a enseñar en la Universidad de Buffalo en 1927, donde comenzó a reconsiderar los puntos de vista antievolucionistas que su educación boasiana le había inculcado. En 1930, se trasladó a Ann Arbor, donde permaneció por el resto de su carrera activa.
Como profesor en Ann Arbor, White formó a una generación de influyentes estudiantes. Mientras que autores como Robert Carneiro, Dillingham Beth, y Dole Gertrude siguieron el programa de White en su forma ortodoxa, otros estudiosos como Eric Wolf, Jelinek Arthur, Elman Service, y Marshall Sahlins se apartaron de White para elaborar sus propias formas de antropología.

## Antropología de White
Una de las mayores desviaciones de la ortodoxia boasiana fue la visión de White de la naturaleza de la antropología y su relación con otras ciencias. White entendía que el mundo se dividía en tres niveles de fenómenos: culturales, biológicos y físicos. Esta división es un reflejo de la composición del universo y no era un recurso heurístico. Así, contrariamente a Alfred L. Kroeber y Edward Sapir, White vio la delimitación del objeto de estudio no como un logro cognitivo de los antropólogos, sino como un reconocimiento de fenómenos realmente existentes y delimitados que comprenden el mundo. La distinción entre ciencias naturales y sociales se basa por lo tanto no en el método sino de la naturaleza del objeto de estudio: los físicos estudian los fenómenos físicos, lo biólogos fenómenos biológicos y los culturólogos (término de White) fenómenos culturales.
White creía que los fenómenos podían ser explorados a partir de tres diferentes puntos de vista: el histórico, el formal-funcional, y el evolucionista (o formal-temporal). El punto de vista histórico es esencialmente el de Boas, dedicado a examinar los procesos culturales diacrónicos y particulares, «con devoción tratando de penetrar en sus secretos hasta que cada función quede clara.» El sector formal-funcional es esencialmente el enfoque sincrónico, defendido por Alfred Radcliffe-Brown y Bronislaw Malinowski, intentando discernir la estructura formal de una sociedad y las interrelaciones funcionales de sus componentes. El enfoque evolucionista es, al igual que el enfoque formal, generalizador; pero también es diacrónico, ya que ve los eventos particulares como casos generales de tendencias mayores.
White defendió con frecuencia los evolucionistas del siglo XIX en la búsqueda de predecesores intelectuales no reclamados o denunciados por los boasianos. Esta postura se puede ver claramente en su punto de vista de la evolución, que está firmemente arraigada en los escritos de Herbert Spencer, Charles Darwin, y Lewis H. Morgan. Si bien puede argumentarse que la exposición de White sobre Morgan y Spencer era tendenciosa, puede decirse con seguridad que los conceptos de White sobre la ciencia y evolución se basaban firmemente en su trabajo. 
White habló de la cultura como un fenómeno humano general, y pidió que no se hablase de culturas en plural. Su teoría, publicada en 1959 en The evolution of culture : the development of civilization to the fall to Rome  reavivó el interés en el evolucionismo social y se cuenta entre las principales obras neoevolutionistas. Creía que la cultura, es decir el total de toda la actividad cultural de la humanidad en el planeta, estaba evolucionando. White diferenció tres componentes de la cultura: tecnológico, sociológico e ideológico. Sostenía que el componente tecnológico desempeñaba un papel principal o era el factor primario determinante en la evolución cultural. Su enfoque materialista es evidente en la siguiente cita: «el hombre como especie animal, y por lo tanto la cultura como un todo, dependen de lo material, los medios mecánicos de adaptación al medio natural». Este componente tecnológico puede ser descrito como instrumentos materiales, mecánicos, físicos y químicos, así como la forma de utilizar estas técnicas. El argumento de White sobre la importancia de la tecnología es la siguiente:
1. La tecnología es un intento de resolver los problemas de supervivencia.
2. Este intento, en última instancia, significa capturar suficiente energía y desviarla para las necesidades humanas.
3. Las sociedades que capturar más energía y la usan de manera más eficiente tienen una ventaja sobre otras sociedades.
4. Por lo tanto, estas sociedades diferentes han avanzado más en un sentido evolutivo.

Para White «la función principal de la cultura» y la que determina su grado de desarrollo es su capacidad de «aprovechar y controlar la energía». La ley de White afirma que la medida para juzgar el grado relativo de evolución de una cultura era la cantidad de energía que podía capturar (el consumo de energía).

## Material de lectura adicional
- Leslie A. White: Evolution and Revolution in Anthropology, William Peace. University of Nebraska Press, 2004. ISBN 978-0803222540
- Richard Beardsley. "An appraisal of Leslie A. White's scholarly influence". American Anthropologist 78:617-620, 1976.
- Jerry D. Moore. Leslie White: Evolution Emergent. Capítulo 13 de Visions of Culture. An Introduction to Anthropological Theories and Theorists. AltaMira, 1996. ISBN 978-0803970960
- Elman Service. "Leslie Alvin White, 1900-1975". American Anthropologist 78:612-617, 1976.
- The Leslie White Papers - Archivos de Leslie White accesibles en Bentley Historical Library, Universidad de Míchigan (en inglés).

## Selección de publicaciones
- Ethnological Essays: Selected Essays of Leslie A. White. University of New Mexico Press. 1987.
- The Science of Culture: A study of man and civilization. Farrar, Straus and Giroux, 1949.
- The Pueblo of Santa Ana, New Mexico. American Anthropological Association Memoir 60, 1942.
- The Pueblo of Santo Domingo. American Anthropological Association Memoir 60, 1935.
- The Pueblo of San Felipe. American Anthropological Association Memoir n.º 38, 1932.
- The Acoma Indians. Bureau of American Ethnology, 47th annual report, pp. 1–192. Smithsonian Institution, 1932.

En español
- La ciencia de la cultura: un estudio sobre el hombre y la civilización. Editorial Paidós, 1982. ISBN 978-8475091631